# DIN 93
DIN 93 er en DIN-Standart for et sikkerhedsblik.
| Gevind       |  | 3    | 3,5  | 4    | 5   | 6   | 8    | 10   |
| ------------ |  | ---- | ---- | ---- | --- | --- | ---- | ---- |
| Diameter d1: |  | 12   | 12   | 14   | 17  | 19  | 22   | 26   |
| Bredde b:    |  | 4    | 4    | 5    | 6   | 7   | 8    | 10   |
| Længde l:    |  | 13   | 13   | 14   | 16  | 18  | 20   | 22   |
| Højde s:     |  | 0,38 | 0,38 | 0,38 | 0,5 | 0,5 | 0,75 | 0,75 |

| Gevind       |  | 12 | 14 | 16 | 18 | 20 | 22 | 24 |
| ------------ |  | -- | -- | -- | -- | -- | -- | -- |
| Diameter d1: |  | 30 | 33 | 36 | 40 | 42 | 50 | 50 |
| Bredde b:    |  | 12 | 12 | 15 | 18 | 18 | 20 | 20 |
| Længde l:    |  | 28 | 28 | 32 | 36 | 36 | 42 | 42 |
| Højde s:     |  | 1  | 1  | 1  | 1  | 1  | 1  | 1  |

| Gevind       |  | 27  | 30  | 33  | 36  | 39  | 42  | 45  |
| ------------ |  | --- | --- | --- | --- | --- | --- | --- |
| Diameter d1: |  | 58  | 63  | 68  | 75  | 82  | 88  | 95  |
| Bredde b:    |  | 23  | 26  | 28  | 30  | 32  | 35  | 38  |
| Længde l:    |  | 48  | 52  | 56  | 60  | 64  | 70  | 75  |
| Højde s:     |  | 1,6 | 1,6 | 1,6 | 1,6 | 1,6 | 1,6 | 1,6 |

| Gevind       |  | 48  | 52  |
| ------------ |  | --- | --- |
| Diameter d1: |  | 100 | 105 |
| Bredde b:    |  | 40  | 44  |
| Længde l:    |  | 80  | 85  |
| Højde s:     |  | 1,6 | 1,6 |